# Štiavnica (hora)
Štiavnica (2025 m n. m.) je hora v Nízkých Tatrách na Slovensku v Žilinském kraji, okrese Liptovský Mikuláš, leží v extravilánu katastrálního území obce Liptovský Ján. Nachází se v nejvyšší části pohoří, v masívu Ďumbieru, asi 1 km severně od Chaty generála M. R. Štefánika. Jedná se o druhou nejvyšší horu Nízkých Tater a zároveň nejvyšší horu ležící mimo hlavní hřeben. Na jejích jižních svazích pramení stejnojmenný potok, který Štiavnici obtéká na východě a údolím Štiavnica vtéká do krasové Jánské doliny. Pod skalnatými severními svahy pramení Ludárov potok, který odtéká Ludárovou dolinou opět do Jánské doliny. Na západě je hora oddělena od Ďumbieru mělkým sedlem.

## Přístup
Nejjednodušší přístup na Štiavnici je po hřebeni z Ďumbieru. Nevedou sem však žádné značené cesty, takže vrchol je v současnosti z důvodu ochrany přírody nepřístupný.